# Pycnomalla splendens
Pycnomalla splendens är en tvåvingeart som först beskrevs av Fabricius 1787.  Pycnomalla splendens ingår i släktet Pycnomalla och familjen vapenflugor. Inga underarter finns listade i Catalogue of Life.